# Afterparty
Een afterparty is een feest dat na afloop van een ander feest wordt gevoerd. Afterparty's vinden zodoende meestal in de vroege ochtend plaats, gewoonlijk na sluitingstijd van gangbare discotheken. Er is een aantal discotheken dat zich heeft gespecialiseerd in afterparty's. De regelgeving voor uitgaansgelegenheden die afterparty's verzorgen is doorgaans anders dan die voor doorsnee discotheken, nachtclubs of feestcafés. Een afterparty wordt ook vaak bij mensen thuis gehouden en kan gepaard gaan met het gebruik van verdovende middelen. Soms gaat dit dagen achtereen door.
Behalve discotheken zijn er ook organisaties die zich gespecialiseerd hebben in afterparty's. 